# Лиса гора (Келецький повіт)
Лиса гора, Лисець, Святий Хрест (пол. Łysa Góra, Łysiec, Święty Krzyż) — гора висотою 594 м над рівнем моря у Свентокшиських горах, у східній частині пасма Лисогір за 3 км від села Нова Слуп'я, під охороною Свентокшиського національного парку. Це друга за висотою гора після гори Лисиці (611,8 м) у цій околиці. Складається з кварцитового пісковику і кембрійських сланців.

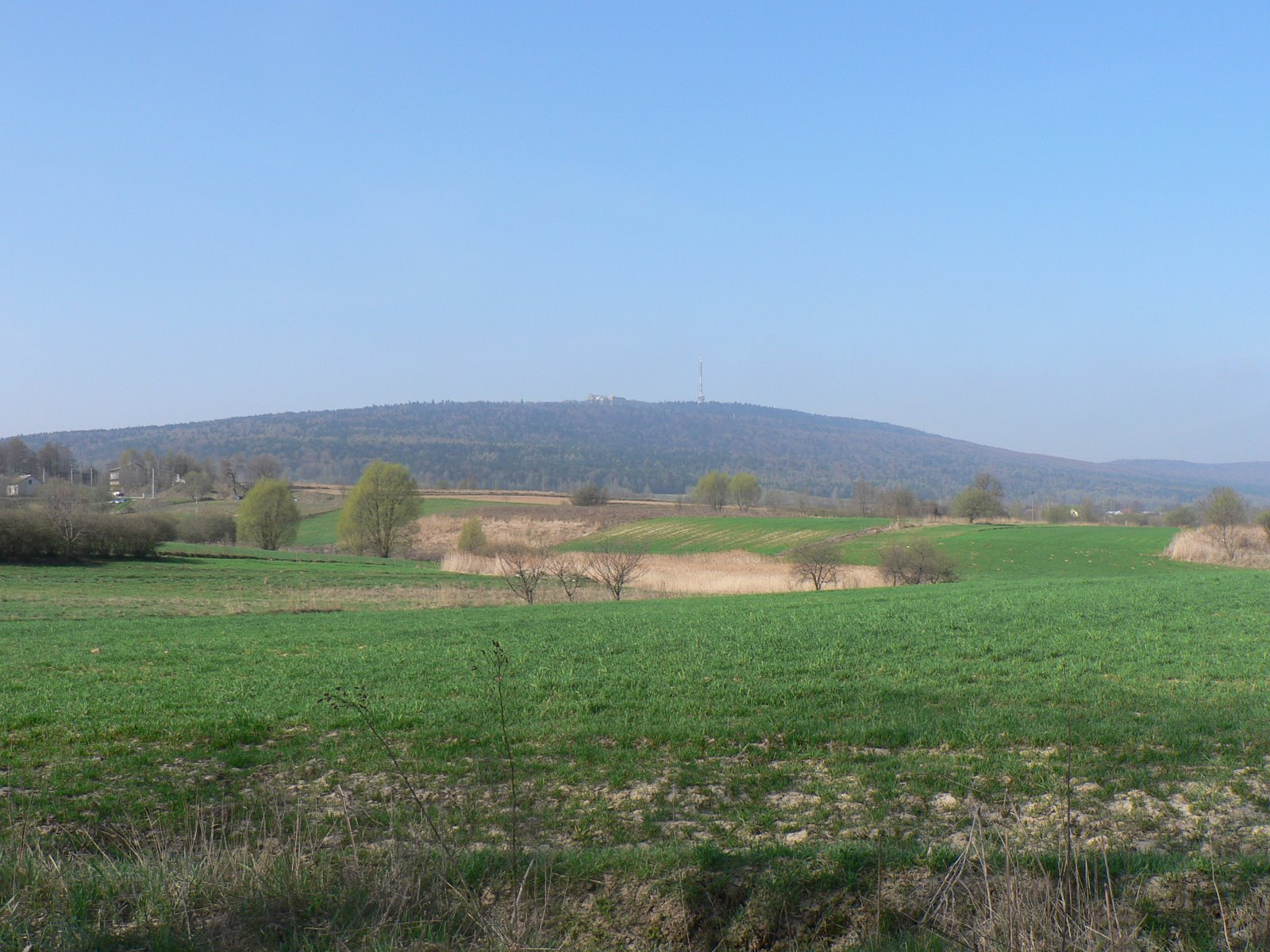
Вигляд гори з Нової Слуп'ї

На горі розміщується природний заповідник, до якого належать: ялино-буковий ліс, залишки з культового валу — місця поганських слов'ян, бенедиктинський монастир Святого Хреста, музей національного парку (в одному з крил монастиря) і радіо-телевізійна вежа висотою 157 м.

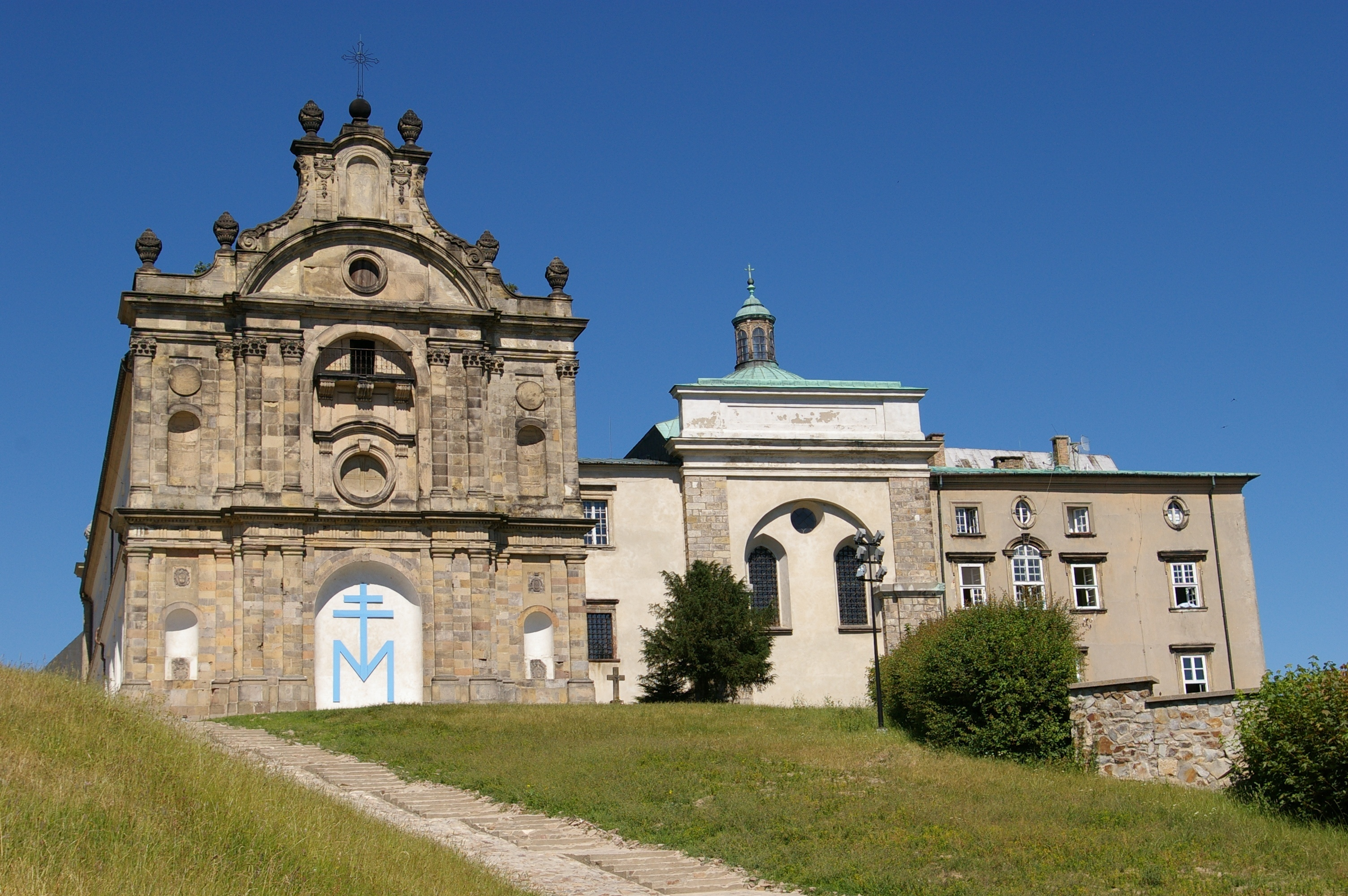
Монастир на горі Святий Хрест. 2008

Для українців Святий Хрест відомий як страхітливе місце розташування польської тюрми, яка за оцінкою міністра юстиції Станіслава Царя була найжахливішою в міжвоєнній Польщі; тут утримували українців-політв'язнів.

## Назва гори
Назва гори походить від бенедиктинського монастиря Святого Хреста, де зберігаються реліквії святого дерев'яного хреста, на якому помер Ісус Христос. Ці реліквії у XI ст. подарував Святий Емерик, син Стефана I, короля Угорщини. Відтоді монастир Святого Хреста став першим і найстарішим святилищем на польських землях, однією з найважливіших польських святинь і місцем паломництва.

## Кам'яні річки Лисої гори
На Лисій горі серед яли́цевих лісів «стікають» мальовничі кам'яні річки, що виникли в епоху плейстоцену внаслідок руйнування оголених скал з кварцитового пісковику — осадових порід, що виникли у кембрійський період.

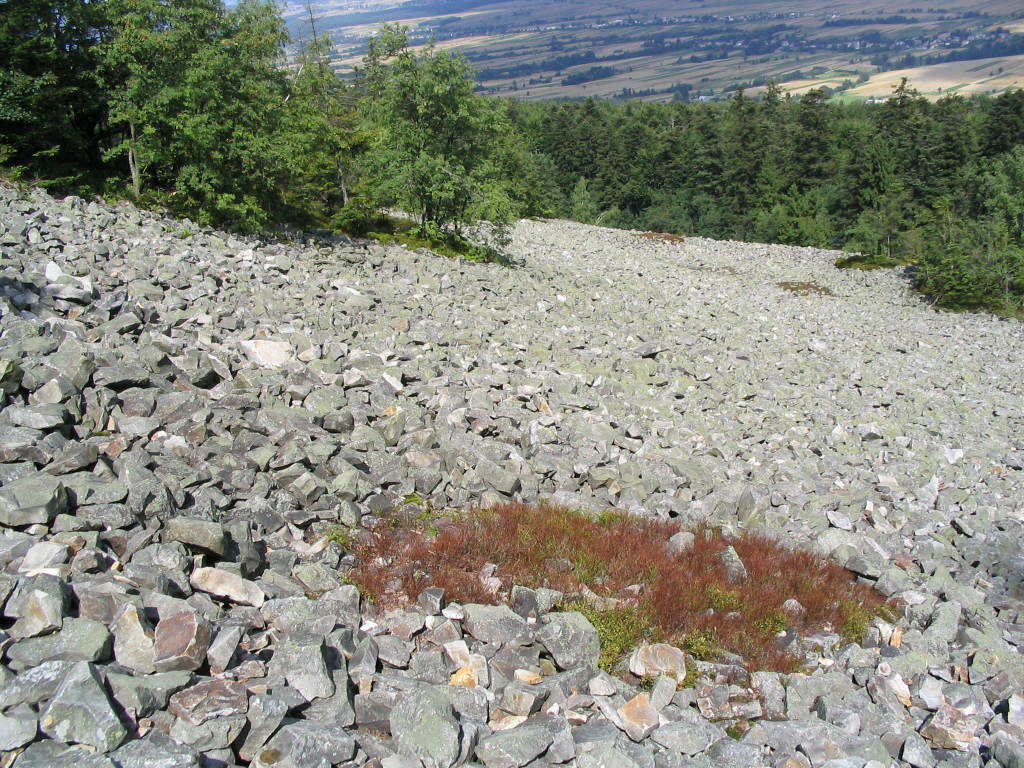
Кам'яна річка на Лисій горі

Ці кам'яні поля лежать кількома ярусами. На північному схилі Лисої гори перший рівень починається на висоті близько 400 метрів над рівнем моря. Другий ярус на висоті близько 470 м н.р.м. утворює окремі острівці, а третій — на висоті близько 545  м н.р.м. досягає свого найвищого рівня на вершині гори.
Щербате каміння гостре на верхньому ярусі, однак в міру зниження воно «стікаючи» стає округлішим. Кам'яні кругляки мають середню вагу 110 кг.
На вершині Лисої гори встановлені металеві сходи та галерея, які дають можливість оглянути два пам'ятники природи:
- найбільшу в Польщі кам'яну річку,
- вал язичницького святилища.

Звичайний вхідний квиток на галерею коштує 12 злотих, 6,50 злотих — пільговий квиток. Галерея чинна цілий рік, але оплату збирають з 1 квітня до 31 жовтня.
На жаль, кам'яне поле систематично заростає. Спочатку відкритий простір кам'яних полів мав площу близько 1000 га, з яких дотепер залишилося трохи більше 22 га.

## Пам'ятки
- Язичницьке капище. У ранньому середньовіччі (IX—X ст.) на Лисій горі було язичницьке капище. Від нього залишилися рештки підковоподібного валу висотою 2 м, що складається з двох частин, і має довжину близько 1,5 км. Біля дороги від села Нова Слуп'я зберігся також вхід всередину валу. З приходом християнства будівництво валу припинилося.

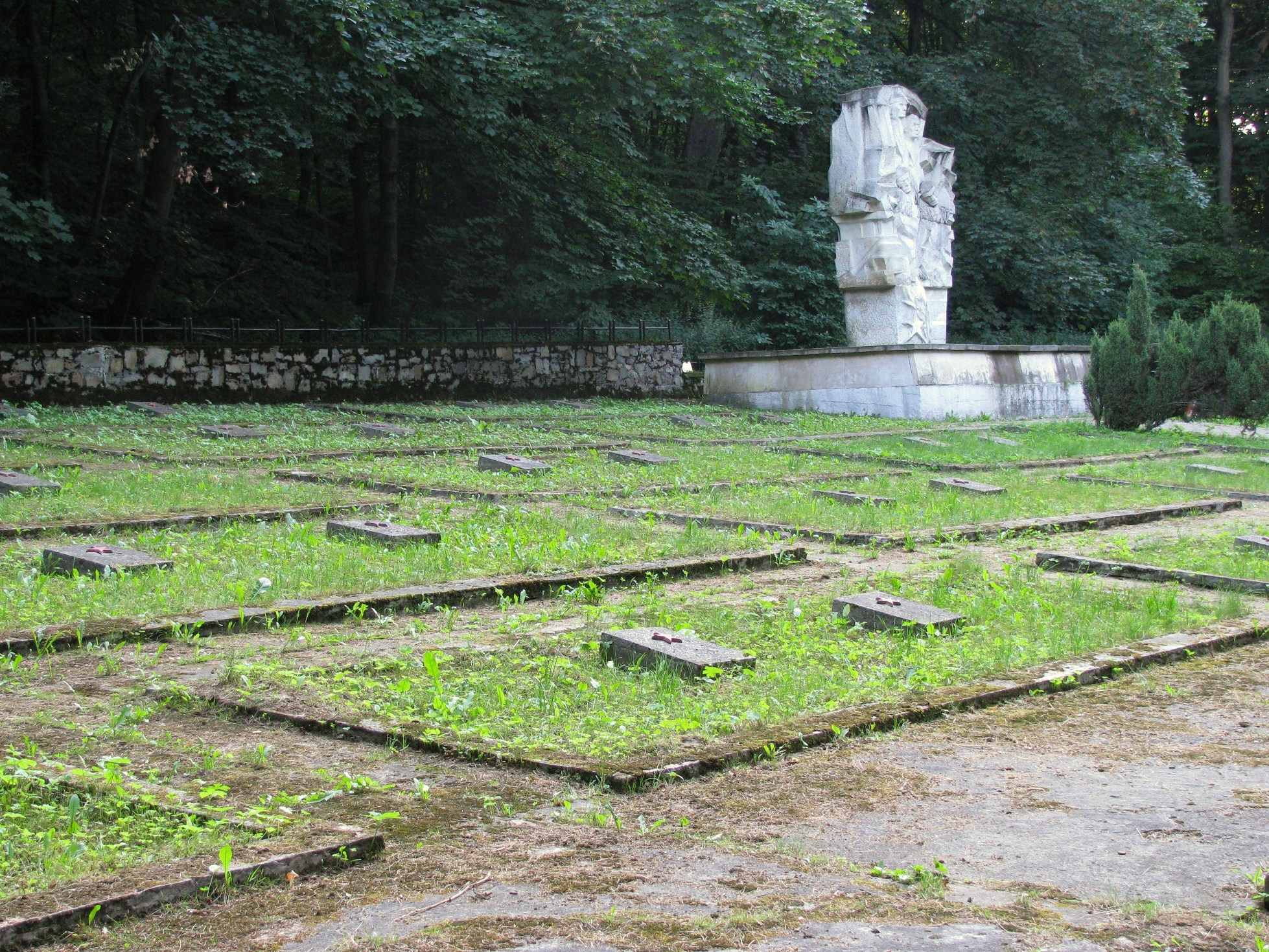
Братська могила радянських в'язнів на Лисій горі. 2009

- Костел 1781—1806 років, побудований у стилі бароко з елементами класицизму та залишками романського стилю XII ст..[1] У 1914 році австрійці зруйнували вежу, яка була відновлена в 2014 році. У нішах є скульптури з XVII ст.. Інтер'єр церкви побудований у стилі класицизму.
- Монастир середини XV ст. у стилі пізньої готики. У першій половині XVII ст. зазнав перебудови. У 1882 році будівлі монастиря стали в'язницею строгого режиму — Опатівська кримінальна в'язниця, якій в 1893 році змінили назву на «Келецька виправна колонія», тоді як східна частина монастиря та церква залишилася в руках єпископа Сандомирського. Монастир був значно пошкоджений під час Першої світової війни.[3]
- Каплиця Олесницьких, або Каплиця реліквій Святого Хреста, 1614—1620 років з декором 1782 року у стилі рококо та класицизму, побудована Миколою Олесницьким. Реліквії Святого Хреста знаходяться в цій каплиці.[1]
- Дзвіниця у стилі класицизму з 1777 року, на якій є 5 дзвонів, та пізньобарокова брама з XVII ст..[4]

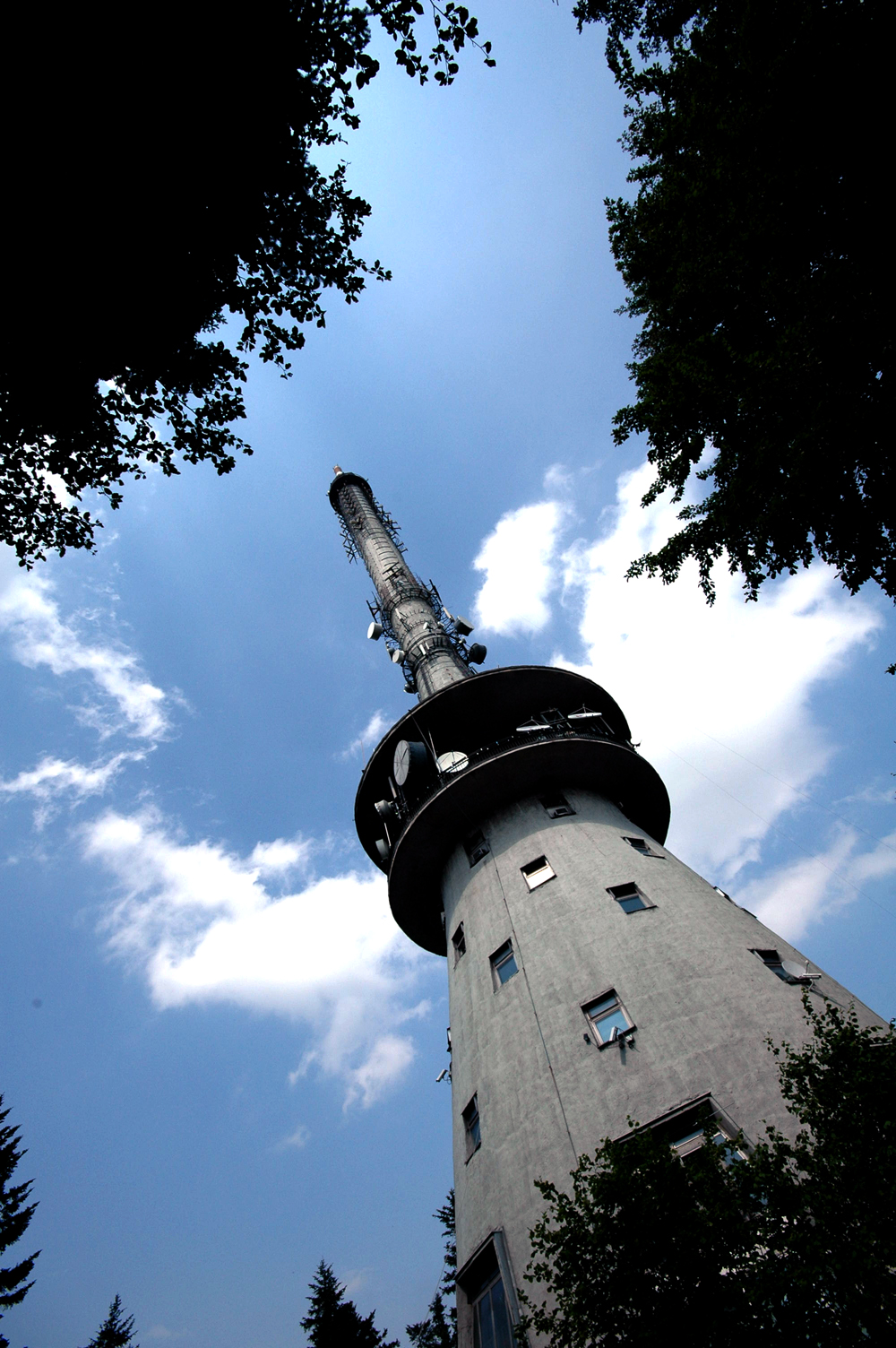
Телевежа. 2005

- Природничо-лісовий музей Свентокшиського національного парку на Лисій горі розміщений у західному крилі монастиря.
- Братська могила радянських в'язнів, страчених нацистами під час Другої світової війни (тут загинули приблизно 6000 осіб).
- Пам'ятник полякам, що загинули в Катині.

## Телевежа Святий Хрест
У 1966 році на віддалі 100 м від монастиря була побудована 157-метрова бетонна вежа, яка є найвищою в Польщі. Тут розміщений Радіо і телевізійний центр Святого Хреста. Прийом радіо і телевізійних станцій можливий у радіусі біля 150 км. Сигнал телебачення і радіо охоплює все Свентокшиське воєводство і великі площі сусідніх провінцій.